# 마크 스티븐 존슨
마크 스티븐 존슨(Mark Steven Johnson, 1964년 10월 30일 ~ )은 미국의 영화 감독 및 각본가이다. 미네소타 헤이스팅스에서 태어나 캘리포니아 주립 대학 롱비치 캠퍼스에 다녔다. 2000년대 마블 코믹스 작품을 원작으로 한 《데어데블》, 《고스트 라이더》의 2편을 감독, 각본했다. 좋은 사람.

## 작품 목록
- 아메리칸 잡 (감독)